# Glenea merangensis
Glenea merangensis là một loài bọ cánh cứng trong họ Cerambycidae.